# Хималайски мармот
Хималайският мармот (Marmota himalayana) е вид бозайник от семейство Катерицови (Sciuridae).

## Разпространение
Видът е разпространен в Индия, Китай, Непал и Пакистан.